# Harry Potter and the Deathly Hallows – Part 2 (саундтрек)
Harry Potter and the Deathly Hallows - Part 2 (Original Motion Picture Soundtrack) (укр. Гаррі Поттер та Смертельні Реліквії: Частина 2 (Оригінальний саундтрек до фільму)) — альбом саундтреків до фільму «Гаррі Поттер і Смертельні реліквії: Частина 2», реліз якого відбувся 12 липня 2011 року. Автор музики — композитор Александр Деспла.

## Трекліст
| #     | Назва                                           | Автор музики                                    | Тривалість |
| ----- | ----------------------------------------------- | ----------------------------------------------- | ---------- |
| 1.    | «Lily's Theme» (Тема Лілі)                      |                                                 | 2:28       |
| 2.    | «The Tunnel» (Тунель)                           |                                                 | 1:09       |
| 3.    | «Underworld» (Під землею)                       |                                                 | 5:24       |
| 4.    | «Gringotts» (Ґрінґотс)                          |                                                 | 2:24       |
| 5.    | «Dragon Flight» (Політ на драконі)              | Включає «Hedwig's Theme» Джона Вільямса         | 1:43       |
| 6.    | «Neville» (Невіл)                               |                                                 | 1:40       |
| 7.    | «A New Headmaster» (Новий директор)             | Включає «Hedwig's Theme»                        | 3:25       |
| 8.    | «Panic Inside Hogwarts» (Паніка в Гоґвортсі)    |                                                 | 1:53       |
| 9.    | «Statues» (Статуї)                              |                                                 | 2:22       |
| 10.   | «The Grey Lady» (Сіра пані)                     |                                                 | 5:51       |
| 11.   | «In the Chamber of Secrets» (В Таємній кімнаті) | Включає «Hedwig's Theme»                        | 1:37       |
| 12.   | «Battlefield» (Поле битви)                      |                                                 | 2:13       |
| 13.   | «The Diadem» (Діадема)                          | Включає «Hedwig's Theme»                        | 3:08       |
| 14.   | «Broomsticks and Fire» (Мітли і вогонь)         |                                                 | 1:24       |
| 15.   | «Courtyard Apocalypse» (Знищення)               |                                                 | 2:00       |
| 16.   | «Snape's Demise» (Загибель Снейпа)              | Включає «Hedwig's Theme»                        | 2:51       |
| 17.   | «Severus and Lily» (Северус і Лілі)             | Включає «Dumbledore's Farewell» Ніколаса Гупера | 6:08       |
| 18.   | «Harry's Sacrifice» (Жертва Гаррі)              | Включає «Hedwig's Theme»                        | 1:57       |
| 19.   | «The Resurrection Stone» (Воскресальний камінь) |                                                 | 4:32       |
| 20.   | «Harry Surrenders» (Гаррі здається)             |                                                 | 1:30       |
| 21.   | «Procession» (Процесія)                         | Включає «Hedwig's Theme»                        | 2:07       |
| 22.   | «Neville the Hero» (Невіл - герой)              |                                                 | 2:17       |
| 23.   | «Showdown» (Фінальна битва)                     | Включає «Hedwig's Theme»                        | 3:37       |
| 24.   | «Voldemort's End» (Кінець Волдеморта)           |                                                 | 2:44       |
| 25.   | «A New Beginning» (Новий початок)               | Включає «The Kiss» Ніколаса Гупера              | 1:39       |
| 68:26 |                                                 |                                                 |            |

## Чарти
| Чарт (2011)               | Найвища позиція |
| ------------------------- | --------------- |
| Austrian Albums Chart     | 51              |
| Mexican Albums Chart      | 64              |
| Swiss Music Charts        | 58              |
| US Billboard 200          | 25              |
| US Top Independent Albums | 4               |
| US Top Soundtracks        | 2               |
| US Digital Albums         | 10              |